# Władcy Pontu

## WładcyKios
Dynastia Artabazydów
- Artabazos (władca Kios pod zwierzchnością perską ok. 490-450 p.n.e.)
- Otanes (ok. 450-420) [syn]
- Ariobarzanes I (ok. 420-402) [syn]
- Mitrydates I (402-363) [syn]
- Ariobarzanes II (363-337) [syn]
- Mitrydates II (337-302) [syn]

## KrólowiePontu
Dynastia Mitrydatydów
- Mitrydates I Ktistes (autonomiczny władca Pontu 302-281; król Pontu 281-ok. 266) [bratanek]
- Ariobarzanes (ok. 266-256) [syn]
- Mitrydates II (ok. 256-220) [syn]
- Mitrydates III (ok. 220-185) [syn]
- Farnakes I (ok. 185-159) [syn]
- Mitrydates IV Filopator Filadelfos (ok. 159-150) [brat]
- Mitrydates V Euergetes (ok. 150-120) [syn Farnakesa I]
- Mitrydates VI Eupator Dionizos (120-63; król Bosporu od 107) [syn]

Republika rzymska podbija Pont 63 p.n.e.

## Królowie Pontu pod zwierzchnością rzymską
- Dejotar I Filoromajos (63-48; usunięty; król Galacji, Małej Armenii)
- Farnakes II Filoromajos (48-47; usunięty; król Bosporu 63-47) [syn Mitrydatesa VI]
- Dejotar I Filoromajos (2-gie panowanie 47-40)
- Darejos (39-37) [syn Farnakesa II]
- Arsakes (37-36) [brat]
- Marek Antoniusz Polemon I Eusebes Soter (36-8; król Małej Armenii ok. 33-30, Bosporu 17-8) [zięć Farnakesa II]
- Pytodoris Filometor (8 p.n.e.-33 n.e.) [wdowa]
- Marek Antoniusz Polemon Filopator (koregent ok. 18-19; arcykapłan i władca Olby w Cylicji Trachejskiej 17-37; usunięty, zmarł 40) [syn Polemona I i Pytodoris]
- Antonia Tryfena (33-55) [siostra]
- Gajusz Juliusz Polemon II Filogermanik Filopatris (38-64; usunięty, zmarł 69?; król Bosporu 38-39) [syn Antonii Tryfeny i Kotysa VIII, króla Tracji]

Cesarstwo Rzymskie podbija Pont 64 n.e.